# August Hermann Werner

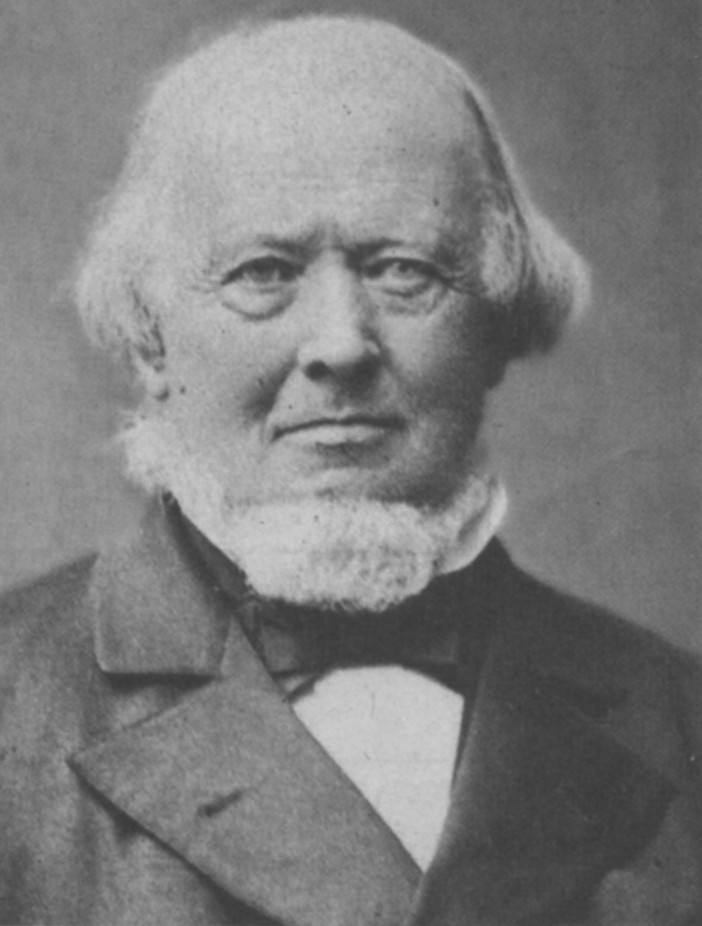
August Hermann Werner

August Hermann Werner (* 21. Juni 1808 in Stuttgart; † 18. Juni 1882 in Ludwigsburg) war ein deutscher Arzt und Gründer eines Kinderspitals.

## Leben
Werner besuchte das Eberhard-Ludwigs-Gymnasium in Stuttgart und machte dort sein Abitur. Danach studierte er Medizin in Tübingen, München und Würzburg.
Werner, dessen älterer Bruder Karl Friedrich Werner als Pfarrer ebenfalls soziale Aufgaben wahrnahm, begann 1832, als er erfahren hatte, dass die „Rettungshäuser“ für verwahrloste Kinder kranken und behinderten Kindern keine Chancen boten, sich um diese Klientel zu kümmern. So eröffnete er 1832 in Neckarsulm eine Praxis.
1834 zog er nach Ludwigsburg, wo er in einer Mietwohnung eine Praxis betrieb. Doch die Institution wuchs zu einem Kinderspital, der Wernerschen Kinderheilanstalt, heran, in dem innerhalb von zwanzig Jahren mehr als 10.000 Kinder versorgt wurden. Schon zu Werners Lebzeiten kamen weitere Zweigstellen dazu, in Ludwigsburg entstanden das Maria-Martha-Stift, das Wilhelm-Stift und das Charlotten-Stift. In dieser Zeit entstanden in Jagstfeld das Solbad Bethesda und in Bad Wildbad das Erholungsheim Herrnhilfe. Die Anstalten wurden später von der Stiftung weitergeführt. Werner kümmerte sich nicht nur um die medizinische Behandlung, sondern auch um eine Ausbildung für die Kinder. Unterstützt wurde er dabei von seiner Frau.
1837 heiratete er Karoline Katharine Gmelin, mit der er elf Kinder hatte.
Bei seiner Arbeit wurde er von Henriette von Nassau-Weilburg und deren Tochter Pauline von Württemberg finanziell unterstützt.
Eine seiner bekanntesten Patientinnen war Margarete Steiff, die zeitweise im Haushalt des Arztes wohnte und von ihm – erfolglos – operiert wurde. Aus Werners Stiftung ist die heutige Karlshöhe hervorgegangen. Die August-Hermann-Werner-Schule in Markgröningen ist nach Werner benannt.

## Gedenktag
17. Juni im Evangelischen Namenkalender.